# August Ljunggren
August Ljunggren (i riksdagen kallad Ljunggren i Stockholm, senare Ljunggren i Eskilstuna), född 29 oktober 1874 i Södra Ljunga, död 27 april 1943 i Bromma, var en svensk folkskollärare och politiker (folkpartist). Yngre bror till riksdagsmannen Elof Ljunggren.
August Ljunggren, som kom från en bondefamilj, var folkskollärare i Stockholm 1901-1909. Han var en av de ledande i den svenska nykterhetsrörelsen och var ordenschef för Templarorden 1908-1909 och därefter direktör för Centralförbundet för nykterhetsundervisning 1909-1941. Han var också redaktör för förbundets tidskrift Tirfing 1906-1941. Likaså var han initiativtagare till bildandet av Centralförbundet för socialt arbete 1903. Han var starkt engagerad för införandet av rusdrycksförbud, och väckte bland annat 1916 en riksdagsinterpellation om förbud mot försäljning av brännvin.
Ljunggren var riksdagsledamot i första kammaren 1912-1926, fram till 1921 för Kronobergs läns valkrets och efter 1922 för Kronobergs läns och Hallands läns valkrets. Som kandidat för Frisinnade landsföreningen tillhörde han dess riksdagsparti Liberala samlingspartiet och, efter den liberala partisprängningen, Frisinnade folkpartiet. I riksdagen satt han i konstitutionsutskottet som suppleant 1912-1919 och som ledamot 1919-1926. Han var främst engagerad i alkoholpolitik, men drev också bland annat arbetarskyddsfrågor. Han fortsatte sitt partipolitiska engagemang in i det sista, bland annat som vice ordförande för Folkpartiets första Stockholmsavdelning 1935-1943.
Under en period 1920 var Ljunggren chefredaktör för Eskilstuna-Kuriren.